# Phthirusa exilis
Phthirusa exilis är en tvåhjärtbladig växtart som beskrevs av Kuijt. Phthirusa exilis ingår i släktet Phthirusa och familjen Loranthaceae. Inga underarter finns listade i Catalogue of Life.